# Georges Didi-Huberman
Georges Didi-Huberman (Saint-Étienne, 13 giugno 1953) è uno storico dell'arte e filosofo francese.
Ha vissuto diversi anni a Roma, pensionante dell'Accademia di Francia di Villa Medici e quindi è stato a Firenze, ospite della Fondazione Bernard Berenson di Villa I Tatti.
Insegna all'Ehess - École des hautes études en sciences sociales.

## Opere
In italiano
- Sentire il grisou, a cura di Francesco Fogliotti, Orthotes, Salerno 2021.
- Passare a ogni costo (con N. Giannari), Casagrande, 2019
- Ninfa fluida. Saggio sul panneggio-desiderio, trad. Rossella Rizzo, Abscondita, Milano 2019
- Quando le immagini prendono posizione. L'occhio della storia. Vol. 1, a cura di F. Agnellini, Mimesis, Milano 2018
- Davanti all'immagine. Domanda posta ai fini di una storia dell'arte, Mimesis, Milano 2016
- Il passo leggero dell'ancella. Sul sapere eccentrico delle immagini, EDB, 2015
- La forza delle immagini (con U. Eco e M. Augé), Franco Angeli Edizioni, Milano 2015
- Come le lucciole: una politica delle sopravvivenze, Bollati Boringhieri, 2010 ISBN 978-88-339-2055-9
- La somiglianza per contatto. Archeologia, anacronismo e modernità dell'impronta, Bollati Boringhieri, (in uscita il 21/9/2009) ISBN 978-88-339-2012-2
- Fra' Angelico. Figure del dissimile, Abscondita, 2009 ISBN 978-88-8416-170-3
- Il cubo e il volto. A proposito di una scultura di Alberto Giacometti, Mondadori Electa, 2008 ISBN 978-88-370-6549-2
- George Didi-Huberman su Giuseppe Penone, Mondadori Electa, 2008 ISBN 978-88-370-6391-7
- Il gioco delle evidenze. La dialettica dello sguardo nell'arte contemporanea, Fazi editore, 2008 ISBN 978-88-8112-903-4
- L' immagine aperta. Motivi dell'incarnazione nelle arti visive, Bruno Mondadori editore, 2008 ISBN 978-88-6159-153-0
- L'invenzione dell'isteria. Charcot e l'iconografia fotografica della Salpêtrière, Marietti editore, 2008 ISBN 978-88-211-9426-9
- La pittura incarnata. Saggio sull'immagine vivente, Il Saggiatore, 2008 ISBN 978-88-428-1261-6
- Ex voto, Raffaello Cortina Editore, 2007 ISBN 978-88-6030-134-5
- Storia dell'arte e anacronismo delle immagini, Bollati Boringhieri, 2007 ISBN 978-88-339-1770-2
- Gesti d'aria e di pietra. Corpo, parola, soffio, immagine, Diabasis, 2006 ISBN 978-88-8103-423-9
- L' immagine insepolta. Aby Warburg, la memoria dei fantasmi e la storia dell'arte, Bollati Boringhieri, 2006 ISBN 978-88-339-1532-6
- Immagini malgrado tutto, Raffaello Cortina Editore, 2005 ISBN 978-88-7078-954-6
- Ninfa moderna. Saggio sul panneggio caduto, Il Saggiatore, 2004 ISBN 978-88-428-1184-8
- Sculture d'ombra, Umberto Allemandi, 2002 ISBN 978-88-422-1167-9
- Aprire Venere. Nudità, sogno, crudeltà, Einaudi Editore, 2001 ISBN 978-88-06-15968-9
- Beato Angelico, Leonardo Editore, 1991 ISBN 88-355-0124-5
- La conoscenza accidentale. Apparizione e sparizione delle immagini, Bollati Boringhieri, 2011, ISBN  978-8833921105

In lingua originale
- Éparses. Voyage dans les papiers du Ghetto de Varsovie, Minuit, 2020 ISBN 978-2707346056
- Pour commencer encore, dialogue avec Philippe Roux, Argol, «Les Singuliers», 2019 ISBN 9782370690173
- Désirer, désobéir. Ce qui nous soulève, volume 1, Minuit, 2019 ISBN 9782707345226
- Ninfa dolorosa. Essai sur la mémoire d'un geste, Gallimard, «Art et Artistes», 2019 ISBN 9782072821523
- Aperçues, Minuit, 2018 ISBN 9782707343345
- À livres ouverts, Paris, Éditions de l'INHA, «Dits», 2017 ISBN 9782917902417
- Passer, quoi qu'il en coûte, avec Niki Giannari, Minuit, 2017 ISBN 9782707343901
- Ninfa profunda. Essai sur le drapé-tourmente, Gallimard, «Art et Artistes», 2017 ISBN 9782916623047
- Ninfa fluida. Essai sur le drapé-désir, Gallimard, «Art et Artistes», 2015 ISBN 9782070107568
- Sortir du noir, Minuit, 2015 ISBN 9782707329462
- Essayer voir, Minuit, 2014 ISBN 9782707323651
- Sentir le Grisou, Minuit, 2014 ISBN 9782707323392
- La Traversée, photographies de Mathieu Pernot, texte de Georges Didi-Huberman, Le Point du Jour, Jeu de Paume, 2014 ISBN 9782912132789
- Quelle émotion ! Quelle émotion?, Bayard, 2013, ISBN 9782227486805
- Phalènes. Essais sur l'apparition, volume 2, Minuit, 2013 ISBN 9782707323279
- Blancs soucis, Minuit, 2013 ISBN 9782707322838
- Sur le fil, Minuit, 2013 ISBN 9782707322821
- L'Album de l'art à l'époque du «Musée imaginaire», Éditions Hazan, 2013 ISBN 9782754106856
- Écorces, Minuit, 2011 ISBN 9782707322203
- L'Œil de l'histoire
  - Tome 1: Quand les images prennent position, Minuit, 2009 ISBN 9782707320377
  - Tome 2: Remontages du temps subi, Minuit, 2010 ISBN 9782707321367
  - Tome 3: Atlas ou le Gai savoir inquiet, Minuit, 2011 ISBN 9782707322005
  - Tome 4: Peuples exposés, peuples figurants, Minuit, 2012 ISBN 9782707322654
  - Tome 5: Passés cités par JLG, Minuit, 2015 ISBN 9782707328489
  - Tome 6: Peuples en larmes, peuples en armes, Minuit, 2016 ISBN 9782707329622

- La Survivance des lucioles, Minuit, 2009.
- L'Œil de l'histoire. 1: Quand les images prennent position, Minuit, 2009.
- La Ressemblance par contact, Minuit, 2008.
- L'Image ouverte. Motifs de l'incarnation dans les arts visuels, Gallimard, 2007.
- Le Danseur des solitudes, Minuit, 2006.
- Gestes d'air et de pierre, Minuit, 2005.
- Images malgré tout, Minuit, 2004.
- Ninfa moderna. Essai sur le drapé tombé, Gallimard, 2002.
- L'Image survivante, Minuit, 2002.
- Génie du non-lieu, sur Claudio Parmiggiani, Minuit, 2001.
- L'Homme qui marchait dans la couleur, sur James Turrell, Minuit, 2001.
- Être crâne, sur Giuseppe Penone, Minuit, 2000.
- Devant le temps. Histoire de l'art et anachronisme des images, Minuit, 2000.
- La Demeure, la souche, sur Pascal Convert, Minuit, 1999.
- L'Étoilement, sur Simon Hantaï, Minuit, 1998.
- Phasmes. Essais sur l'apparition, Minuit 1998.
- La Ressemblance informe, ou Le gai savoir visuel selon Georges Bataille, Macula, 1995.
- L'Empreinte du ciel, présentation des Caprices de la foudre, Éditions Antigone, 1994.
- Le Cube et le visage. Autour d'une sculpture d'Alberto Giacometti Macula, 1992.
- Ce que nous voyons, ce qui nous regarde, Minuit, 1992.
- Devant l'image. Questions posées aux fins d'une histoire de l'art, Minuit, 1990.
- Fra' Angelico. Dissemblance et figuration, Flammarion, 1990.
- La Peinture incarnée suivi du Chef-d'œuvre inconnu de Balzac, Minuit, 1985.
- Mémorandum de la peste. Le fléau d'imaginer, Christian Bourgois, 1983.
- Invention de l'hystérie. Charcot et l'Iconographie photographique de la Salpêtrière, sur l'École de la Salpêtrière, Macula, 1982.